# Cravans
Cravans là một xã thuộc tỉnh Charente-Maritime trong vùng Nouvelle-Aquitaine, tây nam nước Pháp. Xã Cravans nằm ở khu vực có độ cao trung bình 25 mét trên mực nước biển.